# Hjälmsnäckor
Hjälmsnäckor (Cassidae) är en familj inom blötdjursklassen snäckor som lever i varma tempererade och tropiska hav på sandiga bottnar. Familjens trivialnamn kommer av att det ofta tjocka skalet hos vissa arter till utseendet ansetts påminna om gamla romerska hjälmar. En del hjälmsnäckor insamlas för att deras skal är särskilt vackra och eftertraktade som prydnad eller till konstföremål och smycken som kaméer.
De till gruppen hörande arterna är medelstora till stora havssnäckor. Bland mindre arter finns de som har ett skal som inte mäter mer än cirka 5 centimeter, medan vissa av de största arternas skal kan mäta över 20 centimeter. Den kanske allra största arten är Cassis cornuta som kan mäta upp mot 30 centimeter. 
Hjälmsnäckor är rovlevande och deras byten är framförallt tagghudingar, särskilt sjöborrar.